# Охотникова, Нина Александровна
Ни́на Алекса́ндровна Охо́тникова (род. 11 марта 1991) — российская легкоатлетка, специалистка по спортивной ходьбе. Выступала за сборную России по лёгкой атлетике в 2009—2013 годах, обладательница бронзовой медали чемпионата Европы среди юниоров, серебряная призёрка Кубка мира в командном зачёте, победительница и призёрка первенств всероссийского значения. Представляла Москву и Чувашию. Мастер спорта России международного класса.

## Биография
Нина Охотникова родилась 14 марта 1991 года. Уроженка Моргаушского района Чувашии.
Занималась спортивной ходьбой в Чебоксарах под руководством тренеров О. В. Ивановой, Н. М. Родионова, А. С. Бортникова. Выпускница факультета экономики и права Московского политехнического университета (чебоксарский филиал).
Впервые заявила о себе на международном уровне в сезоне 2009 года, когда вошла в состав российской национальной сборной и выступила на юниорском европейском первенстве в Нови-Саде, где выиграла бронзовую медаль в программе ходьбы на 10 000 метров.
В 2010 году на Кубке мира по спортивной ходьбе в Чиуауа финишировала шестой в гонке юниорок на 10 км и стала второй в юниорском командном зачёте.
В 2011 году в дисциплине 20 км получила серебро на чемпионате России по спортивной ходьбе в Саранске, на молодёжном европейском первенстве в Остраве, взяла бронзу на Универсиаде в Шэньчжэне.
На чемпионате России 2012 года в Москве финишировала четвёртой (впоследствии в связи с допинговой дисквалификацией Аниси Кирдяпкиной переместилась в итоговом протоколе на третью позицию).
В 2013 году заняла четвёртое место на чемпионате России в Чебоксарах (после дисквалификации Светланы Васильевой стала третьей). Также в этом сезоне показала пятый результат на молодёжном европейском первенстве в Тампере.
Сезон 2014 года пропустила в связи с рождением сына.
За выдающиеся спортивные достижения удостоена почётного звания «Мастер спорта России международного класса».
В 2015 году Всероссийская федерация лёгкой атлетики вынесла решение о дисквалификации Нины Охотниковой на 2 года на основании абнормальных показателей гематологического профиля в биологическом паспорте. Все результаты спортсменки, показанные в период с 21 июня по 17 ноября 2011 года, были аннулированы, в том числе она лишилась медалей с молодёжного чемпионата Европы в Остраве и с Универсиады в Шэньчжэне.